# Apocalisse nell'arte

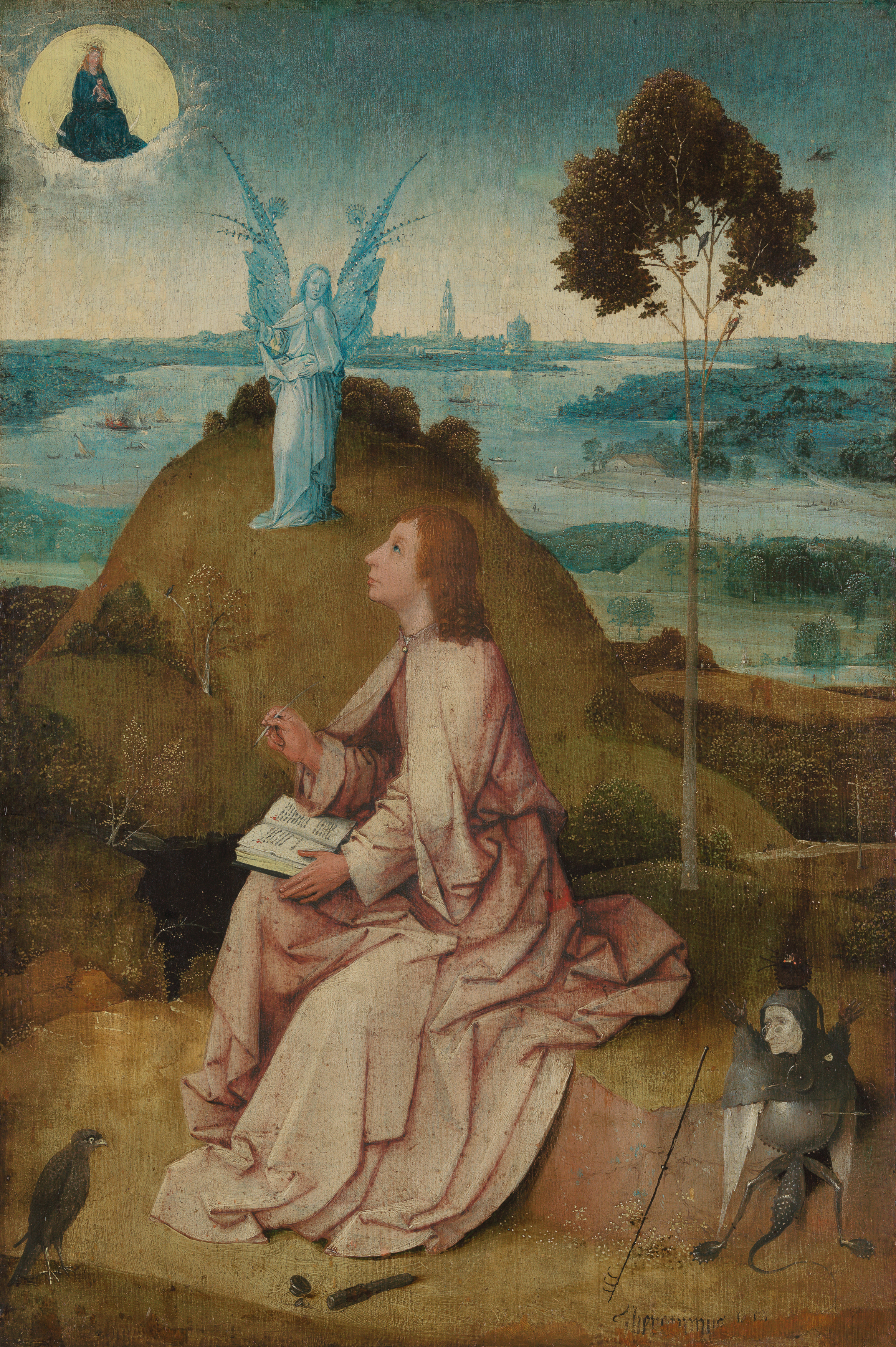
Rivelazione dell'apocalisse a Giovanni di Hyeronimus Bosch.

L'Apocalisse nell'arte è un tema iconografico incentrato sull'interpretazione artistica dell'ultimo libro del Nuovo Testamento attribuito a Giovanni, è una delle opere più ricche di simbolismo e visioni profetiche della tradizione cristiana. Il testo, con le sue descrizioni di eventi cosmici, giudizi divini e il trionfo finale del bene sul male, ha esercitato una profonda influenza sull'arte cristiana dall'epoca paleocristiana al tardo Medioevo e oltre.
Nell'arte, i temi apocalittici si sono sviluppati attraverso un ampio spettro di rappresentazioni, oscillando tra interpretazioni escatologiche (riguardanti la fine dei tempi) e trionfali, che celebrano il dominio eterno di Dio e il compimento della storia salvifica. Le immagini dell'Apocalisse si prestavano a una straordinaria varietà di espressioni visive, dalle miniature dei manoscritti ai mosaici monumentali, dalle sculture architettoniche alle vetrate gotiche, riflettendo sia la ricchezza del testo biblico che l'evoluzione delle concezioni teologiche.
Questi soggetti furono integrati nelle opere d'arte come strumenti catechetici, utili per comunicare concetti teologici complessi a un pubblico spesso analfabeta. Nel contesto del cristianesimo trionfante, specialmente dopo la svolta costantiniana, le raffigurazioni apocalittiche acquisirono anche una dimensione politica, collegando il potere divino al potere imperiale.
Durante il Medioevo, l'arte apocalittica continuò a evolversi, adattandosi alle esigenze liturgiche e alle trasformazioni culturali. Dalla monumentalità dei mosaici paleocristiani alle raffinate miniature dei commentari medievali, dall’intensità drammatica dei portali romanici al simbolismo allegorico delle vetrate gotiche, l’Apocalisse si affermò come uno dei temi centrali dell’immaginario cristiano, capace di parlare al tempo stesso alla fede, alla politica e alla sensibilità estetica dell’epoca.

## Storia

### Tarda antichità e l'epoca paleocristiana
Durante la tarda Antichità e l'epoca paleocristiana, non si conservano cicli completi dell'Apocalisse, ma si suppone che esistessero già dal V-VI secolo. Si sono sviluppate due principali linee di trasmissione iconografica: una romana, che influenzò i cicli dell'Apocalisse nell'Europa centro-orientale, e una spagnola, legata al commento di Beato di Liébana.
La tradizione romana è meglio documentata, con l'Apocalisse di Treviri (prima età carolingia) che riprende lo stile e l'iconografia di esemplari tardoantichi, come quelli provenienti dall'Italia e dai mosaici ravennati. Questo ciclo tardoantico include visioni celesti, immagini catastrofiche e rappresentazioni del maligno. L'Apocalisse di Treviri, riassunta in settantaquattro miniature, è stata influente anche in altre tradizioni medievali, come quella di Aimone di Auxerre nel XII secolo.

### Alto medioevo
I cicli dell'Apocalisse altomedievali si dividono in diverse famiglie, ciascuna con caratteristiche distintive legate all'evoluzione della tradizione iconografica tardoantica. Oltre alla tradizione diretta derivante dai manoscritti tardoantichi italiani (famiglia I), esistono due altre tipologie di cicli altomedievali, discendenti dallo stesso archetipo romano, ma modificati attraverso un prototipo tardoantico della seconda metà del VI secolo. Questi cicli si caratterizzano per la riduzione e la trasformazione dell'originaria struttura figurativa, come nel caso dell'omissione delle lettere indirizzate alle Chiese dell'Asia Minore (Ap. 2-3) e nell'adattamento dell'agnello sul trono nella visione di Dio (Ap. 5), secondo il modello iconografico dell'Etimasia apocalittica.
La famiglia II altomedievale si sviluppò già nel VII secolo, discendendo dall'archetipo tardoantico modificato, e comprende i cicli dell'Apocalisse creati durante il periodo carolingio, ottoniano e romanico. Tra i principali esempi di questa famiglia si trovano due manoscritti carolingi: uno di Valenciennes (inizio del IX secolo) e uno di Parigi (inizio del X secolo), entrambi provenienti da un esemplare della Northumbria del VII secolo. Questo ciclo northumbrico, probabilmente ispirato dalle immagini visionarie dell'Apocalisse portate in Inghilterra da Benedetto Biscop, influenzò l'arte religiosa in Inghilterra e, successivamente, in Europa. Altri esempi significativi di questa famiglia includono il frammento dell'Apocalisse di Monaco (inizio del X secolo, proveniente dalla Germania meridionale), l'Apocalisse di Bamberga (circa 1001-1002, redatta a Reichenau), e un frammento proveniente da Basilea. Inoltre, fanno parte di questo gruppo anche le pitture parietali nel tamburo del battistero di Novara (inizio dell'XI secolo) e gli affreschi nell'atrio della chiesa abbaziale di Saint-Savin-sur-Gartempe (inizio del XII secolo), che mostrano un'evoluzione più monumentale della tradizione.
I cicli dell'Apocalisse della famiglia II sono caratterizzati da una semplificazione delle composizioni, riducendo il numero delle scene a un massimo di quaranta-cinquanta e spesso adottando un linguaggio simbolico. Questa tendenza è particolarmente evidente nei manoscritti di Valenciennes e Parigi. La tradizione iconografica della famiglia II rimase circoscritta a un periodo che va dal VII all'XI secolo, e rappresentò una fase intermedia tra la tradizione tardoantica e le successive evoluzioni romaniche.

### Età romanica
Durante l’età romanica, l’iconografia legata all’Apocalisse fiorì in un panorama di straordinaria varietà e complessità, ereditando tradizioni dell’epoca carolingia e proiettandole verso il tardo gotico, fino al XV e XVI secolo. Questo universo di rappresentazioni, classificato come "famiglia III", comprendeva cicli illustrativi che spaziavano da sei a sessanta scene, intrecciando motivi ricorrenti come la visione dei candelabri, l’Agnello con il libro, i quattro cavalieri e la Gerusalemme celeste. Ogni ciclo, pur variegato, conservava una sua coerenza, con forti radici esegetiche e riferimenti ai commentari di studiosi come Ambrogio Autperto e Aimone di Auxerre. Le prime tracce di questa tradizione emergono nelle bibbie carolinge illustrate, come la Bibbia di Moutier-Grandval, realizzata a Tours attorno all’840. Qui si delinearono elementi iconografici destinati a rimanere nel tempo: l’Agnello e il Leone ai lati del trono e gli angeli associati alle chiese delle lettere alle sette Chiese. Questi schemi vennero ripresi e ampliati nei secoli XI e XII, quando la "famiglia III" raggiunse il suo apice con opere come la Bibbia catalana di Sant Pere de Rodes e i cicli di affreschi romanici italiani, tra cui quelli di Sant’Elia a Castel Sant’Elia e della cripta di Anagni. Queste immagini non erano semplicemente decorative; rappresentavano riflessioni teologiche profonde. Negli affreschi di San Quirce de Pedret in Catalogna o nella cripta di Anagni, l’arte si intrecciava con le interpretazioni esegetiche per illustrare i temi dell’Apocalisse. Anche le miniature di manoscritti, come quelle della Bibbia di Stavelot, e le sculture monumentali, come i capitelli del chiostro di Moissac, arricchivano la narrazione visiva dell’Apocalisse con dettagli simbolici e composizioni originali.
Non mancavano interpretazioni indipendenti e innovative. A Moissac, ad esempio, i capitelli del chiostro raffiguravano la contrapposizione tra la Gerusalemme celeste e Babilonia, creando un dialogo simbolico senza precedenti. Gli affreschi di Saint-Polycarpe, nella Francia del XII secolo, con la visione dei candelabri e le lettere alle Chiese, sperimentavano composizioni mai viste altrove. Questa ricca tradizione si estese anche ai reliquiari, che divennero veri e propri scrigni teologici. L’Arca di San Servazio a Maastricht e il reliquiario dei Re Magi a Colonia non si limitavano a custodire reliquie, ma raccontavano il Giudizio Universale e le visioni apocalittiche attraverso rilievi scolpiti e motivi simbolici. Manoscritti come l’"Hortus Deliciarum" di Herrada di Landsberg, infine, legavano l’Apocalisse a visioni cristologiche ed ecclesiologiche, dimostrando come l’arte fosse un potente mezzo di trasmissione teologica.
L’età romanica non fu solo un’epoca di splendore artistico, ma anche un momento di profonda meditazione teologica. L’Apocalisse, con la sua potenza simbolica, divenne il fulcro di un dialogo tra fede, arte e interpretazione.

### Manoscritti di Beato
I manoscritti di Beato rappresentano una delle tradizioni iconografiche più affascinanti della Spagna medievale, nate dall'opera del monaco Beato di Liebana nel 776-784. Questo commento all'Apocalisse, che raccoglieva riflessioni patristiche precedenti, non si limitava a essere un semplice testo: attraverso vivide illustrazioni, trasformava la parola scritta in un’esperienza visiva e spirituale, pensata per aiutare i monaci nella pratica della lectio divina. Le immagini, schematiche ma potenti, non solo facilitavano la memorizzazione ma invitavano alla contemplazione, unendo testo e figura in un percorso di meditazione. Fin dalla vita di Beato, le sue opere vennero corredate da illustrazioni ispirate a modelli antichi ispanici o nordafricani del V-VI secolo. I manoscritti più antichi, come il Beato di Madrid e il Beato di Escorial, erano semplici ma funzionali, con immagini che ricapitolavano gli elementi essenziali dell’Apocalisse, accompagnandoli al commento.
Con il crescere del prestigio culturale del regno delle Asturie-León nel X secolo, i manoscritti iniziarono a trasformarsi. Le illustrazioni divennero più elaborate, con l’introduzione di sfondi colorati, doppie pagine dedicate agli evangelisti, genealogie di Cristo e persino commenti figurativi su altri testi, come il libro di Daniele. Questa fase portò alla creazione di capolavori come il Beato di New York o il Beato di Gerona, che rappresentano la fusione tra tradizione e innovazione.
Nel corso dell'XI secolo, la funzione dei manoscritti di Beato si ampliò ulteriormente. Alcuni codici, come quello di Saint-Sever, incorporarono riferimenti liturgici, specialmente legati ai riti funebri. Era un modo per legare la spiritualità apocalittica al ciclo della vita e della morte, rendendo queste opere non solo strumenti di studio ma anche simboli di fede comunitaria.
Nei secoli XII e XIII, con l'espansione monastica, soprattutto cistercense, i manoscritti conobbero una nuova fioritura. Nuovi esemplari, come quelli di San Andrés de Arroyo e Las Huelgas, vennero creati con una ricchezza iconografica che affascinava i lettori. Tuttavia, nonostante questa rinascita, i manoscritti di Beato iniziarono a perdere centralità. Con l’avvento dell’arte gotica, più realistica e meno incline alle astrazioni simboliche, e con il crescere del mecenatismo cortese, questa tradizione si avviò verso l’estinzione.
L’influenza dei manoscritti di Beato rimase comunque significativa, soprattutto in Spagna, dove ispirarono affreschi, mappamondi medievali e persino sculture, come quelle della cattedrale di Gerona. Al di fuori della penisola iberica, le tracce di Beato furono più rare, ma non assenti. Echi della sua tradizione appaiono negli affreschi di Civate presso Como e in miniature gotiche inglesi a Cambridge, segno di un’eredità che, seppur confinata, riuscì a superare i confini geografici.
I manoscritti di Beato ci parlano di un’epoca in cui l’arte non era solo ornamento, ma parte integrante della spiritualità e della conoscenza. Le loro immagini, con il loro simbolismo vibrante, continuano a raccontare una storia di fede, dedizione e creatività che ha attraversato i secoli.

### Cicli gotici
A metà del XIII secolo, la tradizione iconografica dell’Apocalisse subì una profonda trasformazione, segnando il passaggio dall’eredità romanica a nuovi stili gotici che avrebbero influenzato la rappresentazione fino alla fine del Medioevo. Questa evoluzione si manifestò in diversi contesti geografici, ognuno dei quali contribuì con peculiarità stilistiche e tematiche alla ricchezza dell’immaginario apocalittico.
Intorno al 1240, in Inghilterra, emerse una nuova tradizione basata su un esemplare romanico della "famiglia III". Questo nuovo stile inglobò influenze dell’esegesi profetica di Gioacchino da Fiore, riflettendo le attese millenaristiche del tempo, come la venuta dell’Anticristo nel 1260. I primi manoscritti inglesi, noti come "cicli anglonormanni", univano immagini schematiche a brevi citazioni dell’Apocalisse, evolvendosi successivamente in opere più elaborate con illustrazioni narrative e commenti dettagliati. Manoscritti come quelli del "gruppo Morgan" (Pierpont Morgan Library, M. 524) e successivamente del "gruppo di Westminster" integravano temi apocalittici con elementi agiografici e cortesi, riflettendo l’interesse delle élite aristocratiche. Questo stile influenzò anche le arti monumentali, come i dipinti murali dell’abbazia di Westminster e il celebre arazzo dell’Apocalisse di Angers, realizzato tra il 1375 e il 1379, che tradusse il modello inglese in una sontuosa narrazione tessile.
Indipendentemente dall’Inghilterra, in Francia e Germania si svilupparono cicli gotici basati sulla tradizione romanica. A Parigi, la Bible moralisée (1220-1230) combinò testo e commento in una serie di medaglioni illustrati che moralizzavano il messaggio apocalittico. Simultaneamente, la cattedrale di Reims accolse una ricca decorazione scultorea ispirata alla "famiglia III", con oltre cento scene dell’Apocalisse e della vita di San Giovanni.
In Germania, l’interpretazione storico-profetica dell’Apocalisse data da Gioacchino da Fiore influenzò opere come il commento di Alessandro di Brema (1242), caratterizzato da una lettura allegorica che identificava i personaggi apocalittici con figure storiche. Questa tradizione si tradusse in cicli miniati e affreschi, come quelli della cappella della Vergine a Karlštejn (1357-1361), connessi all’ideologia imperiale di Carlo IV.
In Italia, i cicli gotici dell’Apocalisse seguirono un percorso indipendente, radicato nell’opera di artisti come Cimabue e Giotto. Gli affreschi di Cimabue nella basilica superiore di Assisi (1277-1280) e quelli perduti di Giotto a Napoli riflettevano un’interpretazione liturgica dei temi apocalittici, spesso legata alla devozione agli angeli.
Il XIV secolo vide l’espansione di questa tradizione attraverso capolavori come le tavole napoletane della scuola di Giotto, ricche di colori e dettagli narrativi. Queste opere influenzarono cicli successivi, come gli affreschi del battistero di Padova di Giusto de’ Menabuoi (1378) e i polittici veneziani di Jacobello Alberegno.
I cicli gotici dell’Apocalisse non si limitarono ai confini nazionali. L’influenza italiana si estese alla Boemia, dove gli affreschi di Karlštejn ripresero motivi italiani, mentre l’arte franco-fiamminga del XV secolo arricchì la tradizione con opere come l’Apocalisse di casa Savoia e le tavole di Hans Memling.
Questi cicli, con le loro variazioni stilistiche e geografiche, rappresentano una sintesi dell’immaginario medievale, unendo teologia, arte e narrativa in un racconto universale del destino umano. L’Apocalisse, attraverso la lente gotica, divenne un simbolo di speranza, timore e rinnovamento spirituale che riecheggia ancora oggi.

### Tardogotico
Con l'invenzione della stampa, l'illustrazione dell'Apocalisse visse una straordinaria trasformazione nel tardo Medioevo. I primi libri xilografici, ottenuti da matrici incise in legno, rappresentarono una rivoluzione artistica e tecnologica. Realizzati nei Paesi Bassi intorno alla metà del XV secolo, questi libri attingevano ai cicli illustrati di matrice inglese e fiamminga, in particolare quelli derivanti dal "gruppo Morgan". Con un linguaggio visivo essenziale ma espressivo, raffiguravano oltre 90 scene dell’Apocalisse e della Vita di Giovanni su tavole suddivise orizzontalmente, accompagnate da citazioni bibliche e glosse in latino. Questi libri erano particolarmente apprezzati da un pubblico colto del ceto medio, tra cui basso clero e borghesia istruita, e la loro diffusione fu incentivata dagli ordini riformisti popolari come i Fratelli della Vita Comune. La semplificazione narrativa e l’economicità dei libri xilografici permisero una diffusione più ampia delle storie apocalittiche rispetto ai manoscritti miniati, che fino a quel momento erano accessibili solo alle élite.
L’avvento delle bibbie a stampa nel tardo XV secolo accentuò la tendenza alla sintesi narrativa e visiva. Esempio emblematico è la Bibbia di Colonia (1478-1479), che condensò l’intero ciclo apocalittico in sole nove xilografie, includendo composizioni innovative come la fusione dei quattro cavalieri in un'unica scena. Questa tendenza continuò con la Bibbia di Norimberga di Anton Koberger (1483) e la Bibbia Grüninger di Strasburgo (1485), consolidando uno stile più concentrato e accessibile.
Nel 1498, Albrecht Dürer rivoluzionò l’illustrazione apocalittica con una serie di quindici xilografie pubblicate contemporaneamente in edizioni tedesca e latina. Riprendendo gli schemi delle bibbie a stampa e dei libri xilografici, Dürer portò il linguaggio visivo dell’Apocalisse a un nuovo livello, unendo il dinamismo del tardo gotico alla precisione realistica e alla sensibilità umanistica del Rinascimento. Dürer utilizzò tecniche di concentrazione narrativa, racchiudendo più scene in un'unica composizione, ma arricchì le immagini di un realismo visionario e un'immediatezza che divennero subito esemplari. La sua opera non solo stabilì un nuovo standard per l’illustrazione apocalittica, ma influenzò generazioni di artisti come Cranach il Vecchio, Holbein il Giovane e Schäufelein. Le sue xilografie segnarono il passaggio dall’estetica medievale a quella moderna, dominando l’immaginario occidentale fino al XIX secolo.
I libri xilografici e le bibbie a stampa tardogotiche non furono solo innovazioni tecniche, ma anche strumenti di democratizzazione culturale, rendendo l’Apocalisse accessibile a un pubblico più vasto. L’arte apocalittica di Dürer, con la sua visione sintetica e profetica, rappresenta il culmine di questo processo, segnando l’inizio di una nuova era nell’illustrazione e nel rapporto tra immagine, testo e spiritualità.

## Temi iconografici

### La visione dei candelabri (Ap. 1, 12-20)

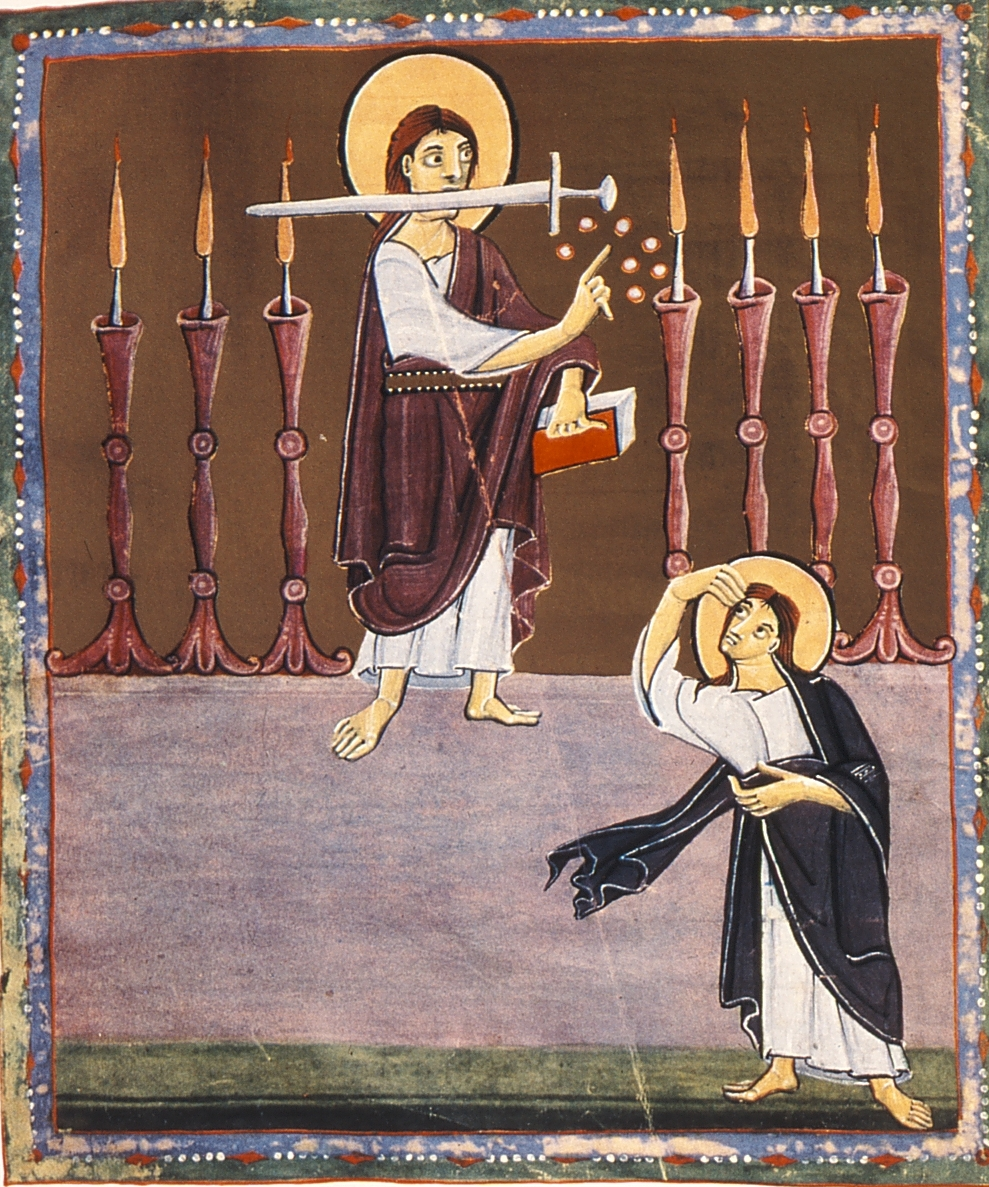
I sette candelabri

La "visione dei candelabri" descrive la rivelazione a Giovanni del Figlio dell'uomo, circondato da sette candelabri d’oro, simbolo delle sette chiese e della presenza divina. Nell’iconografia cristiana, questa scena rappresenta Cristo come figura trionfale e giudice universale, con un forte valore ecclesiologico. I candelabri, richiamo al candelabro a sette braccia del Tempio ebraico, evocano la perfezione e l'universalità della Chiesa. Raffigurazioni di questo tema si trovano in miniature, pitture murali e vetrate, dove il Cristo in mezzo ai candelabri è spesso rappresentato in posizione maestosa, con elementi simbolici come le stelle, la spada a doppio taglio e la tunica sacerdotale.

### Il trono di Dio e l’adorazione dei ventiquattro vegliardi (Ap. 4-5)

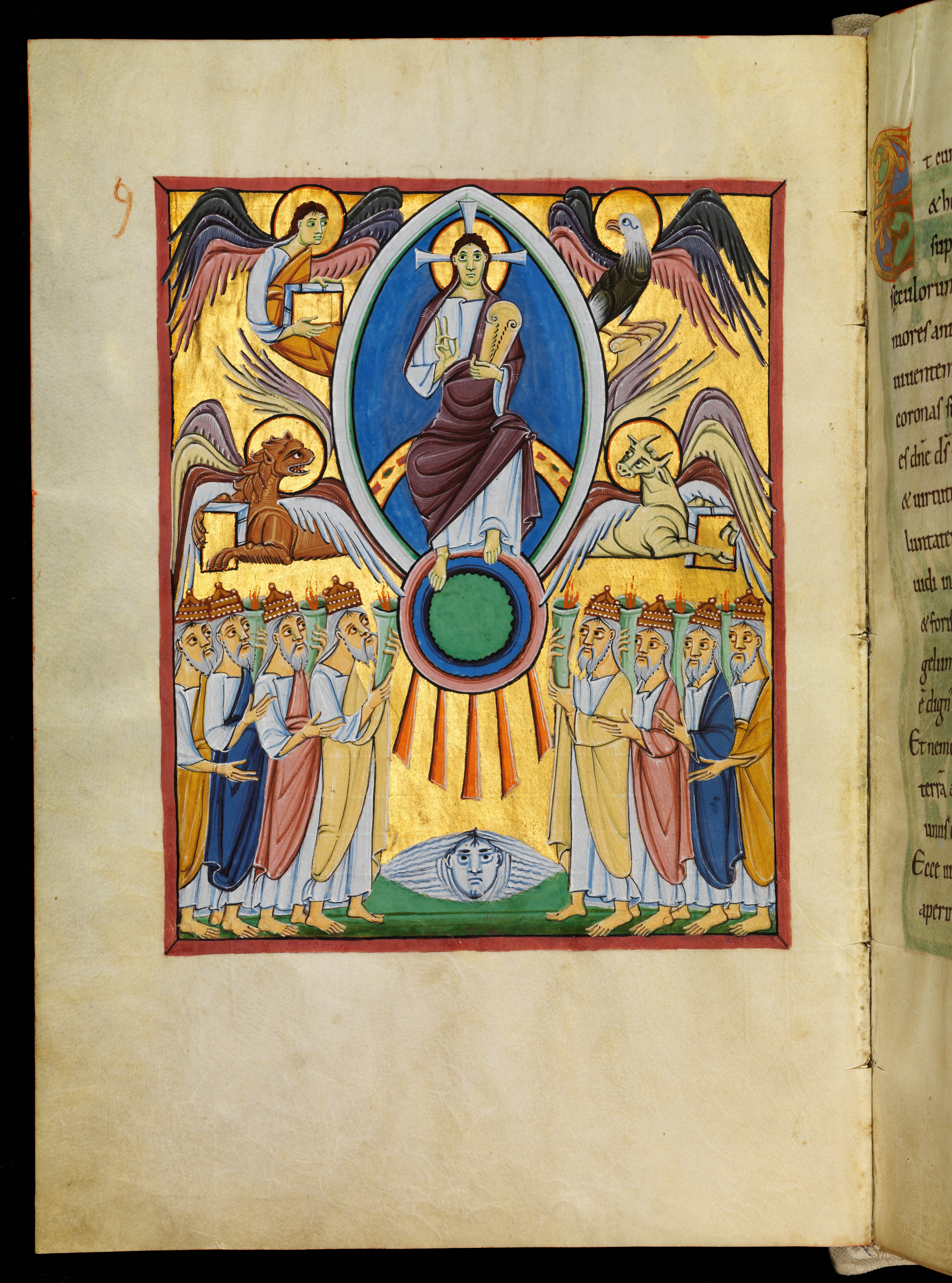
Il trono di Dio

Questa scena apocalittica illustra il trono di Dio circondato da quattro esseri viventi e ventiquattro vegliardi che offrono corone d’oro in adorazione. Simboleggia il trionfo celeste e la gloria divina. L’immagine è interpretata come la celebrazione del dominio universale di Dio e come rappresentazione dell’ordine cosmico. I ventiquattro vegliardi, spesso raffigurati seduti in trono o in atto di adorazione, rappresentano la totalità del popolo di Dio (le dodici tribù di Israele e i dodici apostoli). Questa iconografia è frequente in mosaici absidali, miniature bibliche e sculture monumentali, spesso associata alla figura centrale di Cristo Pantocratore.

### L’agnello con il libro dei sette sigilli (Ap. 5, 1-14)
L'agnello, che rappresenta Cristo sacrificato e risorto, è raffigurato con un libro o rotolo sigillato da sette sigilli, simbolo del mistero della redenzione e della sovranità divina sulla storia. Questo tema sottolinea il sacrificio redentivo di Cristo e la sua autorità a rivelare il piano divino. Le raffigurazioni mostrano spesso l'agnello posto al centro di una composizione circolare, circondato dai quattro esseri viventi o dai vegliardi in adorazione. Questo motivo è stato ampiamente utilizzato nei mosaici paleocristiani, nei sarcofagi e nei manoscritti miniati, e più tardi nelle vetrate e nei rilievi medievali.

### San Michele e il drago (Ap. 12, 7-9)

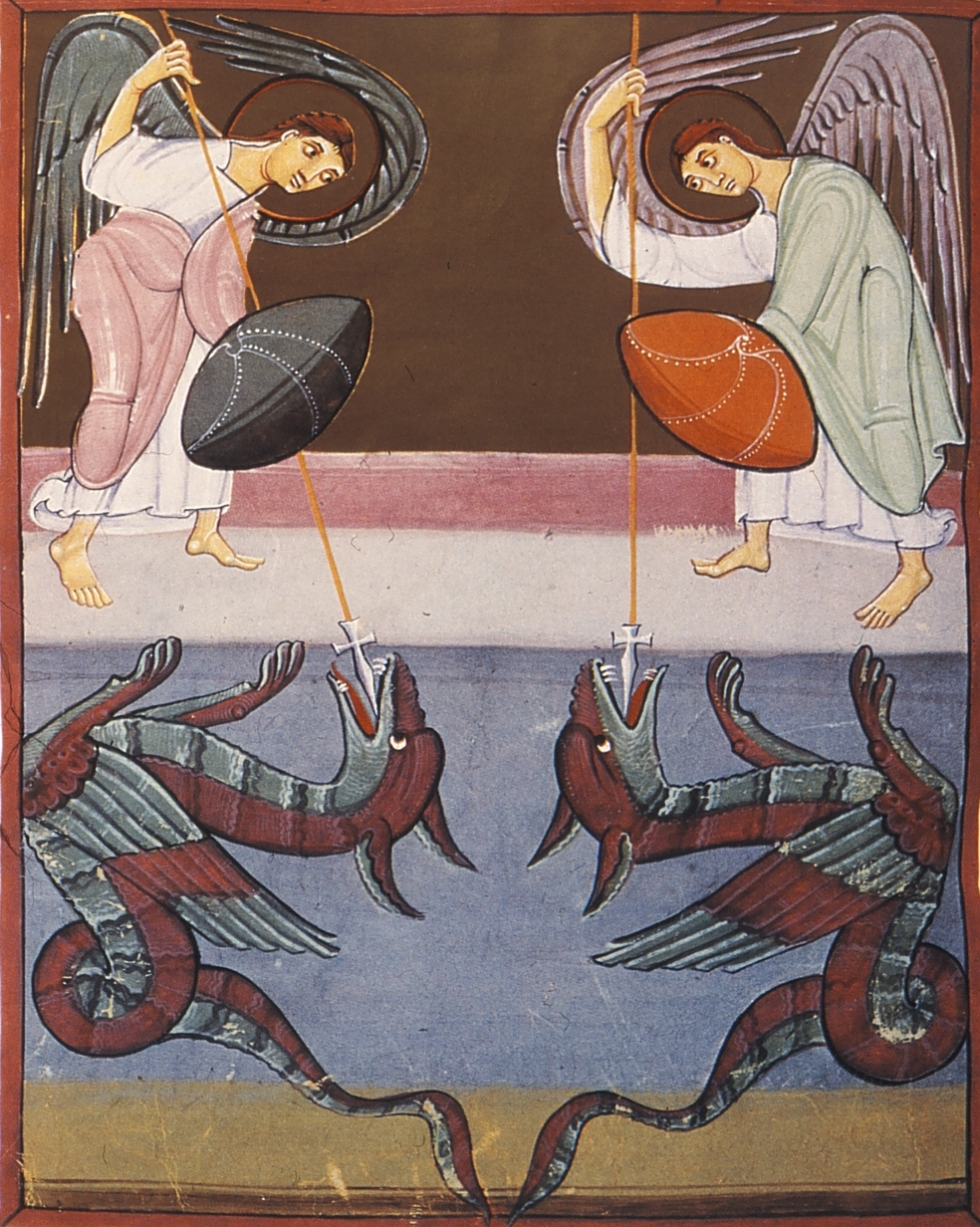
San Michele e il Drago

La lotta di San Michele contro il drago rappresenta la battaglia tra il bene e il male. Michele, l’arcangelo comandante delle schiere celesti, è raffigurato nell'atto di sconfiggere il drago, simbolo di Satana e delle forze del male. Nell’iconografia, Michele appare armato, con spada o lancia, spesso in una postura trionfale. Questo tema ha una lunga tradizione nell’arte cristiana, comparendo in sculture monumentali, avori carolingi e romanici, e nelle miniature. La scena rappresenta non solo la vittoria del bene sul male ma anche il potere protettivo della Chiesa.

### Il giudizio universale (Ap. 20, 11-15)

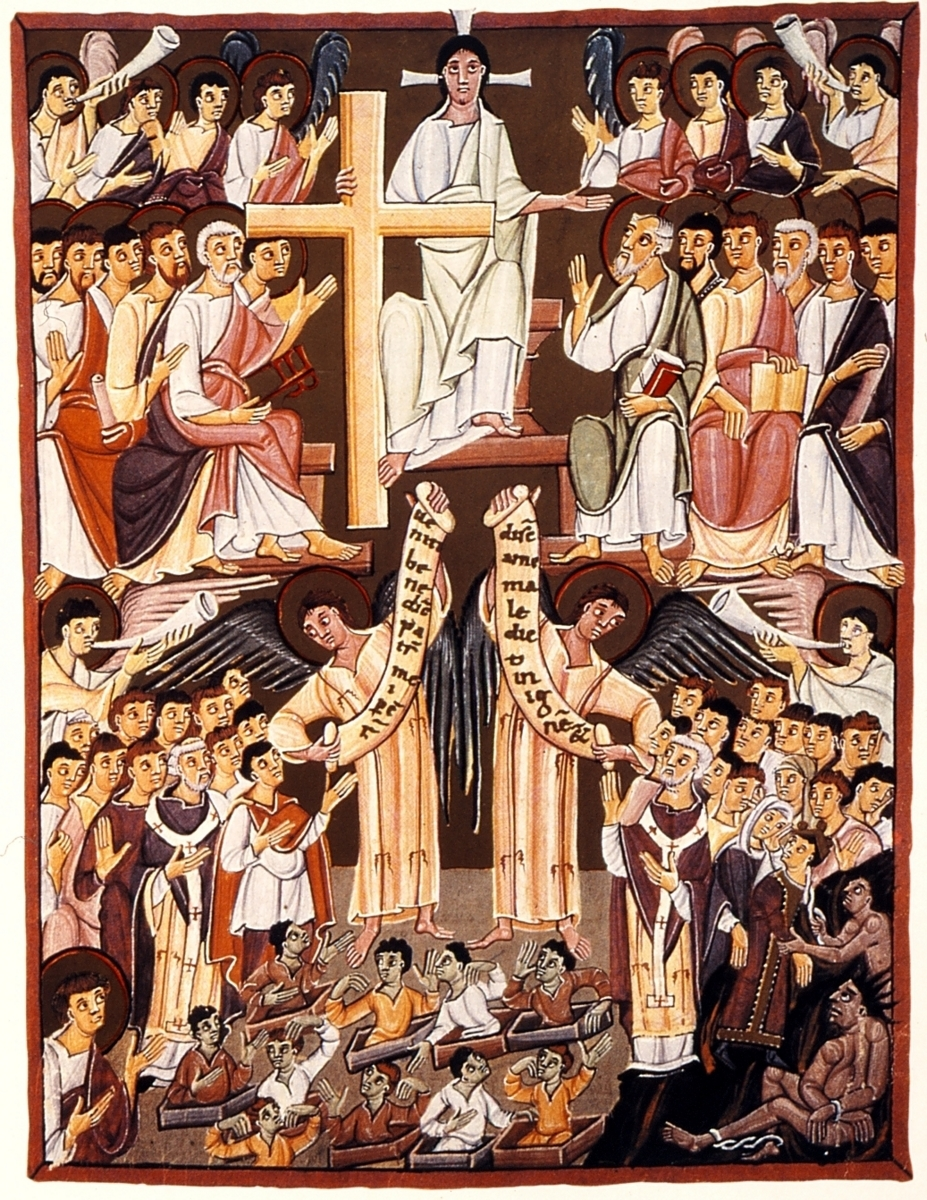
Giudizio Universale

Il tema del giudizio universale, strettamente connesso alle visioni apocalittiche, è tra i soggetti più rappresentati nell’arte cristiana. Raffigura il momento finale della storia umana, in cui Cristo giudica vivi e morti. Nell'iconografia tradizionale, Cristo appare al centro in maestà, spesso seduto su un trono o circondato da una mandorla, con la Vergine e Giovanni Battista che intercedono ai lati (Deesis). Angeli, a volte con trombe, separano i beati dai dannati. Le rappresentazioni più antiche includono affreschi, come quello di S. Giovanni a Müstair (800 ca.), e portali monumentali romanici, come a Moissac. Questa iconografia fu adattata nelle vetrate gotiche e nei mosaici absidali, enfatizzando la gloria divina e la giustizia, con forti elementi drammatici e simbolici, come il "libro della vita" e il "fuoco eterno."

### La Gerusalemme celeste (Ap. 21-22)
La Gerusalemme celeste, descritta come la sposa dell’Agnello e città perfetta, rappresenta la dimora eterna dei santi e la comunione con Dio. Nell’arte, questa visione è spesso raffigurata come una città idealizzata, con mura e porte preziose, popolata da angeli, santi e beati. Elementi ricorrenti includono Cristo in trono, gli apostoli come fondamenti della città e l’albero della vita. I mosaici absidali, come quello di S. Prassede a Roma, e le miniature medievali rappresentano frequentemente questa visione. La Gerusalemme celeste è un simbolo di speranza, perfezione escatologica e il culmine della storia salvifica.

## Esempi

### Letteratura
- Dies irae di Tommaso da Celano[4]

### Pittura
- Santuario della Madonna dei Bisognosi[5]
- Chiesa di San Giovanni Battista (Celano)[6]
- Abbazia di Santa Lucia[7]
- Chiesa_di_Santa_Maria_Assunta[8]
- Chiesa di Santa Maria del Suffragio (L'Aquila)[9]
- Chiesa di San Silvestro (L'Aquila)[9]
- Museo del Convento di San Giuliano[9]